# Добри Поток
Добри Поток је порта-црквени парк, формиран као јединствен духовно-културни центар, око цркве посвећене Успењу Пресвете Богородице у Крупњу. Подигнут је залагањем свештеника протојереја-ставрофора Александра Ђурђева. Место где се црква налази добило је име по селу Добри Поток по турском попису из 1528. године. Током времена избрисало се име Добри Поток јер је доминирало име села Липеновића.
У порти се сваке године одржава Петровдански сабор, манифестација народног стваралаштва и фолклора, на којем се младићи и девојке надигравају за дукат, као награду.

## Црквени парк
На улазу у ограђену порту од тесане храстовине уплетене јасеновим прућем стоје две капије. Мала и велика капија на дрвеним стубовима покривене шиндром. На свакој капији стоје по три крста, а испод крова по једна двострана икона која преставља Успење Пресвете Богородице. Испред мале капије, која је одмах до храма, су две плоче. Једна је постављена у спомен Књазу српском Милошу Обреновићу који је присајединио Крупањ и Рађевину Кнежевини Србији 1834. године, а на другој плочи представљен је историјат цркве. Лепоту цркве истиче дрвени кров од суве храстовине покривен шиндром на којем доминирају два крста. Бела фасада истиче дрвену припрату саткану од храстових шашовака и дубореза типичне рађевске орнаментике. Изнад цркве је звонара, а испред црквени дом. У приземљу црквеног дома је сала са кухињом, а на спрату етно-музеј као задужбина свештеника Александра Ђурђева. Поред овог етно музеја и у другим зградама постоје музејске поставке тематски посвећене старим занатима, историјату цркве у Добром Потоку, светосавској деци, лову и пчеларству.
Иза црквеног дома под земљом уклесана у стену са неколико ходника налази се капела Св. Великомученика Прокопија која је стално отворена. Повише ње је још једна капела посвећена Светој мати Параскеви и етно двориште са приказом старог домаћинства са главном кућом и припадајућим помоћним зградама.

### Старо гробље
Ту је и хектар уређеног гробља где почивају већим делом земни остаци старих крупљана, а мањим сељана из Липеновића. У најстарије споменике на овоме гробљу спадају надгробни белези без натписа, скромно обрађени од овдашње сиге и кречњака. На овим споменицима, различитих величина доминирају: уклесани крстови разних форми и облика чија обавезна пратња јесу представе полумесеца, пуног месеца, младог месеца тј. мена, представе одређених алатки, крампа и секире, као ознаке мушкарца и преслице као ознаке жене и многих других декоративних елемената.
У другу групу спадају споменици са натписима који се опет могу поделити на оне, који су прављени од овдашњег материјала, а који су много грубљи са штурим подацима, и оне који су прављени од камена са стране, а који обилују већим текстом. Ово су споменици с краја 18. и 19. века. Ови споменици су најдекоративнији. У последњу групу спадају надгробни споменици који су подигнути крајем 19. века и током 20. века. Декорација ових споменика је разноврсна

### Спомен плоче
Испод цркве налази се чесма „Браће Југовића” која се помиње још у 19. веку. А на зидовима подзиде узидано је неколико плоча у спомен: Харамбаши Ђорђу Обрадовићу Ћурчији који подиже Рађевину на устанак 1804. године; Кнезу Крсти Игњатовићу, војводи рађевском, бранитељу Крупња од Турака од 1804-1812; Војводи Максиму Крстићу, бранитељу Крупња од 1809-1813; Среском начелнику капетану Петру Радојловићу, који је иселио Турке и разрушио Соко-град 1862. године.
Порту цркве красе столетне липе, које су заштићене као споменик природе, а испод њих десетина откривених и покривених софри-собрашица, са столовима и клупама за одмор посетилаца.